# Vibhanga
A Vibhanga (vibhaṅga) a théraváda irányzat által képviselt páli kánon egyik buddhista szövege, amely az Abhidhamma-pitaka részét képezi. Teljes, magyar nyelvű fordítása nem létezik. Az 1969-ben megjelent The Book of Analysis című mű tartalmazta a Vibhanga angol fordítását.
A könyv 18 fejezetből áll, amelyek a következő témákkal foglalkoznak:
1. aggregátumok (szkandha)
2. az érzékelés alapjai (ájatana)
3. elemek (dhátu)
4. igazság (szacca)
5. képességek (indrija)
6. függő keletkezés (paticcasamuppāda)
7. tudatosság alapjai (szatipatthána)
8. helyes erőfeszítés (szammappadhána)
9. erő alapja (iddhipáda)
10. megvilágosodási tényező (boddzshanga)
11. ösvény (magga)
12. abszorpció (Dhjána)
13. mérhetetlenek (appammannyá)
14. a gyakorlatok szabályai (szikkhápada)
15. elemzések (patiszambhidá)
16. tudás (nyána)
17. kisebb tárgyak (khuddhaka vatthu)
18. a dhamma lényege (dhammahadaja)

A fejezetek általában három részre vannak osztva:
- Szutta módszer: gyakran egy részletet tartalmaz a Szutta-pitakából
- Abhidhamma módszer: szinonimák listái, numerikus osztályozások
- Kérdezési módszer: a Dhamma-szanganí ún. mátikájának  (mátrixként fordítják, amely tulajdonképpen a kategóriák jegyzéke) használata

## Eredete
A hagyomány szerint az Abhidhammát a történelmi Buddha a megvilágosodása után pár évvel tanította a magasabb szintű tanítványainak. Később  megosztotta a tudását egyik legfőbb követőjével is, Száriputtával. A többi tanítványnak Száriputta adta tovább a tanítást. Ez a hagyomány egyértelműen kiderül a Vinaja-pitaka legutolsó könyvéből, a Parivárából (Függelék).
Azonban egyes tudósok az Abhidhamma megírását az i.e. 3. század környékére helyezik, azaz a Buddha halála után 100-200 évvel. Emiatt ők azon a véleményen vannak, hogy a mű nem a Buddha szavait, sokkal inkább a tanítványai szavait adják vissza.  A bristoli egyetem egyik professzora, Dr Rupert Gethin, szerint azonban az Abhidhamma módszerének fontos elemei valóban a Buddha idejéből valók.
Mivel ez a könyv volt a páli kánon legutolsó fő része, ezért a keletkezésének a története meglehetősen szövevényes. A Mahaszangika valamint több másik iskola sem fogadta el a kánon részeként. Voltak iskolák, amelyek viszont az Abhidhamma-pitakába helyezték a Szutta-pitaka 5. gyűjteményét, a Khuddaka-nikáját. Az Abhidhamma páli verziója szigorúan a hínajána iskola részét képezi, amely különbözik más buddhista iskolákétól. A korai iskolák nem jutottak egyezségre a különböző Abhidhamma filozófiákat illetően. A korai buddhizmussal ellentétben az Abhidhamma megjelenésekor már egymástól eltérő irányzatok léteztek. A páli kánon legkorábbi szövegei nem említik az Abhidhammát. Az Első buddhista tanácskozás sem tesz említést az Abhidhammáról, viszont a másik két pitakáról (Vinaja és Szutta) igen.